# RuPaul's Drag Race (mùa 10)
Mùa thứ mười của chương trình truyền hình thực tế RuPaul's Drag Race khởi chiếu từ ngày 22/3 đến ngày 28/6/2018 trên kênh VH1. Danh sách thí sinh được công bố vào ngày 22/2/2018. Thí sinh cũ từ mùa 9 là Eureka O'Hara cũng quay trở lại trong mùa này. Giải thưởng cho người chiến thắng là được sử dụng mỹ phẩm của Anastasia Beverly Hills trong vòng một năm, kèm với tiền mặt trị giá 100.000 USD. Đây là mùa thi đầu tiên mà mỗi tập chiếu kéo dài 90 phút (gồm cả quảng cáo).

## Thí sinh
(Dữ liệu tại thời điểm trong cuộc thi)
| Thí sinh                     | Tên thật            | Tuổi | Quê quán                | Thứ tự    |
| ---------------------------- | ------------------- | ---- | ----------------------- | --------- |
| Aquaria                      | Giovanni Palandrani | 21   | Brooklyn, New York      | Quán quân |
| Eureka                       | David Huggard       | 27   | Johnson City, Tennessee | Á quân    |
| Kameron Michaels             | Dane Young          | 31   | Nashville, Tennessee    | Á quân    |
| Asia O'Hara                  | Antwan Lee          | 35   | Dallas, Texas           | Hạng 4    |
| Miz Cracker                  | Maxwell Heller      | 33   | Harlem, New York        | Hạng 5    |
| Monét X Change               | Kevin Bertin        | 27   | The Bronx, New York     | Hạng 6    |
| The Vixen                    | Anthony Taylor      | 26   | Chicago, Illinois       | Hạng 7    |
| Monique Heart                | Kevin Richardson    | 31   | Kansas City, Missouri   | Hạng 8    |
| Blair St. Clair              | Andrew Bryson       | 22   | Indianapolis, Indiana   | Hạng 9    |
| Mayhem Miller                | Dequan Johnson      | 35   | Riverside, California   | Hạng 10   |
| Dusty Ray Bottoms            | Dustin Rayburn      | 29   | Thành phố New York      | Hạng 11   |
| Yuhua Hamasaki               | Yuhua Ou            | 27   | Thành phố New York      | Hạng 12   |
| Kalorie Karbdashian Williams | Daniel Hernandez    | 27   | Albuquerque, New Mexico | Hạng 13   |
| Vanessa Vanjie Mateo         | Jose Cancel         | 25   | Tampa, Florida          | Hạng 14   |

1. ↑  Eureka O' Hara được gọi tắt là Eureka
2. ↑  Asia T. O'Hara được gọi tắt là Asia O’Hara

## Bảng loại trừ
| Thí sinh                     | 1         | 2         | 3         | 4         | 5         | 6         | 7         | 8         | 9         | 10        | 11        | 12      | 13    | 14        |
| ---------------------------- | --------- | --------- | --------- | --------- | --------- | --------- | --------- | --------- | --------- | --------- | --------- | ------- | ----- | --------- |
| Aquaria                      | An toàn   | An toàn   | An toàn   | THẮNG     | An toàn   | An toàn   | THẮNG     | THẤP      | CAO       | THẤP      | THẮNG     | An toàn | Khách | QUÁN QUÂN |
| Eureka                       | An toàn   | Nguy hiểm | CAO       | An toàn   | THẮNG     | THẮNG     | CAO       | An toàn   | Nguy hiểm | CAO       | An toàn   | An toàn | Khách | Á QUÂN    |
| Kameron Michaels             | An toàn   | CAO       | THẤP      | CAO       | An toàn   | CAO       | An toàn   | THẮNG     | Nguy hiểm | Nguy hiểm | Nguy hiểm | An toàn | Khách | Á QUÂN    |
| Asia O'Hara                  | An toàn   | An toàn   | THẮNG     | THẤP      | An toàn   | An toàn   | THẤP      | Nguy hiểm | THẮNG     | CAO       | CAO       | An toàn | Khách | LOẠI      |
| Miz Cracker                  | CAO       | CAO       | An toàn   | CAO       | CAO       | THẤP      | An toàn   | An toàn   | THẤP      | THẮNG     | LOẠI      |         | Khách | Khách     |
| Monét X Change               | An toàn   | CAO       | An toàn   | Nguy hiểm | Nguy hiểm | CAO       | CAO       | CAO       | CAO       | LOẠI      |           |         | Khách | Miss C    |
| The Vixen                    | An toàn   | THẮNG     | An toàn   | An toàn   | THẤP      | Nguy hiểm | Nguy hiểm | LOẠI      |           |           |           |         | Khách | Khách     |
| Monique Heart                | An toàn   | THẤP      | An toàn   | An toàn   | CAO       | An toàn   | LOẠI      |           |           |           |           |         | Khách | Khách     |
| Blair St. Clair              | CAO       | CAO       | CAO       | An toàn   | An toàn   | LOẠI      |           |           |           |           |           |         | Khách | Khách     |
| Mayhem Miller                | THẮNG     | CAO       | Nguy hiểm | An toàn   | LOẠI      |           |           |           |           |           |           |         | Khách | Khách     |
| Dusty Ray Bottoms            | THẤP      | An toàn   | An toàn   | LOẠI      |           |           |           |           |           |           |           |         | Khách | Khách     |
| Yuhua Hamasaki               | CAO       | An toàn   | LOẠI      |           |           |           |           |           |           |           |           |         | Khách | Khách     |
| Kalorie Karbdashian Williams | Nguy hiểm | LOẠI      |           |           |           |           |           |           |           |           |           |         | Khách | Khách     |
| Vanessa Vanjie Mateo         | LOẠI      |           |           |           |           |           |           |           |           |           |           |         | Khách | Khách     |

     Thí sinh chiến thắng RuPaul's Drag Race.
     Thí sinh về nhì.
     Thí sinh bị loại trong vòng 1 của cuộc đấu hát nhép (lip sync tournament).
     Thí sinh được bình chọn Miss Congeniality (Hoa hậu Thân thiện).
     Thí sinh thắng thử thách.
     Thí sinh nhận đánh giá tích cực từ ban giám khảo và an toàn.
     Thí sinh an toàn.
     Thí sinh nhận đánh giá tiêu cực từ ban giám khảo nhưng an toàn.
     Thí sinh nằm trong nhóm nguy hiểm.
     Thí sinh bị loại.